# Хранилище 13
Хранилище 13 (англ. Warehouse 13) — американский фантастический телесериал, премьера которого состоялась 7 июля 2009 года на кабельном телеканале Syfy. В других вариациях перевода — «Ангар 13», «Склад 13» и «Пакгауз 13». Сериал следует за приключениями двух агентов Секретной службы США Майки Беринг и Пита Латтимера, которых переводят на службу в тайное правительственное Хранилище № 13, где хранятся сверхъестественные предметы. Их задача — возвращать пропавшие предметы и расследовать проявления новых.
По сюжету и стилю сериал является смесью «Секретных материалов», «Индианы Джонса» и «Детективного агентства „Лунный свет“» с элементами ретрофутуризма. Съёмки происходят в студийном павильоне и окрестностях Торонто.
20 августа 2009 года сериал был продлен на второй сезон, состоящий из 13 серий.
5 октября 2010 года сериал был продлен на третий сезон, состоящий из 13 серий.
11 августа 2011 года канал Syfy продлил сериал на четвёртый сезон, расширив его до 20 серий. Вторую половину сезона, с 11-й серии, транслировали в апреле 2013 года.
17 мая 2013 канал Syfy продлил сериал на пятый, заключительный сезон из шести серий. В эфир вышли с 21 апреля 2014 года. Последняя 6-я серия 5-го сезона вышла в показ 20 мая 2014 года.

## В ролях
= Главная роль в сезоне
     = Второстепенная роль в сезоне
     = Гостевая роль в сезоне
     = Не появляется

### Основные персонажи
| Эдди Макклинток   | Пит Латтимер         | 12 | 13 | 13 | 20 | 6 | 64 |
| Джоан Келли       | Майка «Мика» Беринг  | 12 | 13 | 13 | 20 | 6 | 64 |
| Сол Рубинек       | Артур «Арти» Нильсен | 12 | 13 | 13 | 20 | 6 | 64 |
| Дженелл Уильямс   | Лина                 | 8  | 7  | 9  | 13 | 1 | 38 |
| Саймон Рейнолдс   | Дэниел Дикинсон      | 3  | 1  |    |    |   | 4  |
| Эллисон Скальотти | Клаудия Донован      | 8  | 13 | 13 | 20 | 6 | 60 |
| Аарон Эшмор       | Стивен Джинкс        |    |    | 10 | 19 | 6 | 35 |
| Всего эпизодов    | Всего эпизодов       | 12 | 13 | 13 | 20 | 6 | 64 |

- Пит Латтимер (Эдди Макклинток) — агент Секретной службы США, обожающий творческий подход в работе. Любит шутить. Ранее страдал от алкоголизма. Служил в морской пехоте. Его глухая сестра научила его читать по губам. Обладает «шестым чувством» — способность предчувствовать опасность. Отец Пита Латимера был пожарным и погиб при ликвидации очередного пожара. Мать Пита — одна из регентов. Когда маленькому Питу почудилось, что с его отцом произойдёт что-то очень плохое, он побоялся об этом рассказать. После гибели отца Пит стал безоговорочно доверять своим предчувствиям. В молодости был женат на Аманде — служившей вместе с ним даме-морпехе, — брак с которой расстроился из-за пристрастия Пита к алкоголю, но Пит сохраняет с ней дружеские отношения. Возможно, быть агентом Хранилища ему было предназначено с самого детства.
- Майка (Мика) Беринг (Джоан Келли) — агент Секретной службы США. После спасения президента, как и Пит, была переведена на службу в Хранилище 13. Всегда старается играть по правилам. Всегда тщательно готовится к операциям и считает, что лучше всё десять раз проверить. Имеет фотографическую память. Винит себя в гибели своего возлюбленного Сэма Мартино — другого секретного агента, погибшего на операции в Денвере, истинные подробности смерти которого раскрываются в седьмой серии третьего сезона. Выросла в Колорадо-Спрингс. У неё проблемы в отношениях с отцом (по крайней мере были до происшествия с блокнотом Эдгара По), который держит книжный магазин «Беринг и сыновья», хотя сыновей у него нет. Великолепный стрелок. Ненавидит своё второе имя — Офелия. В конце второго сезона покидает Хранилище 13, однако в начале третьего сезона Уэллс убедила её вернуться.

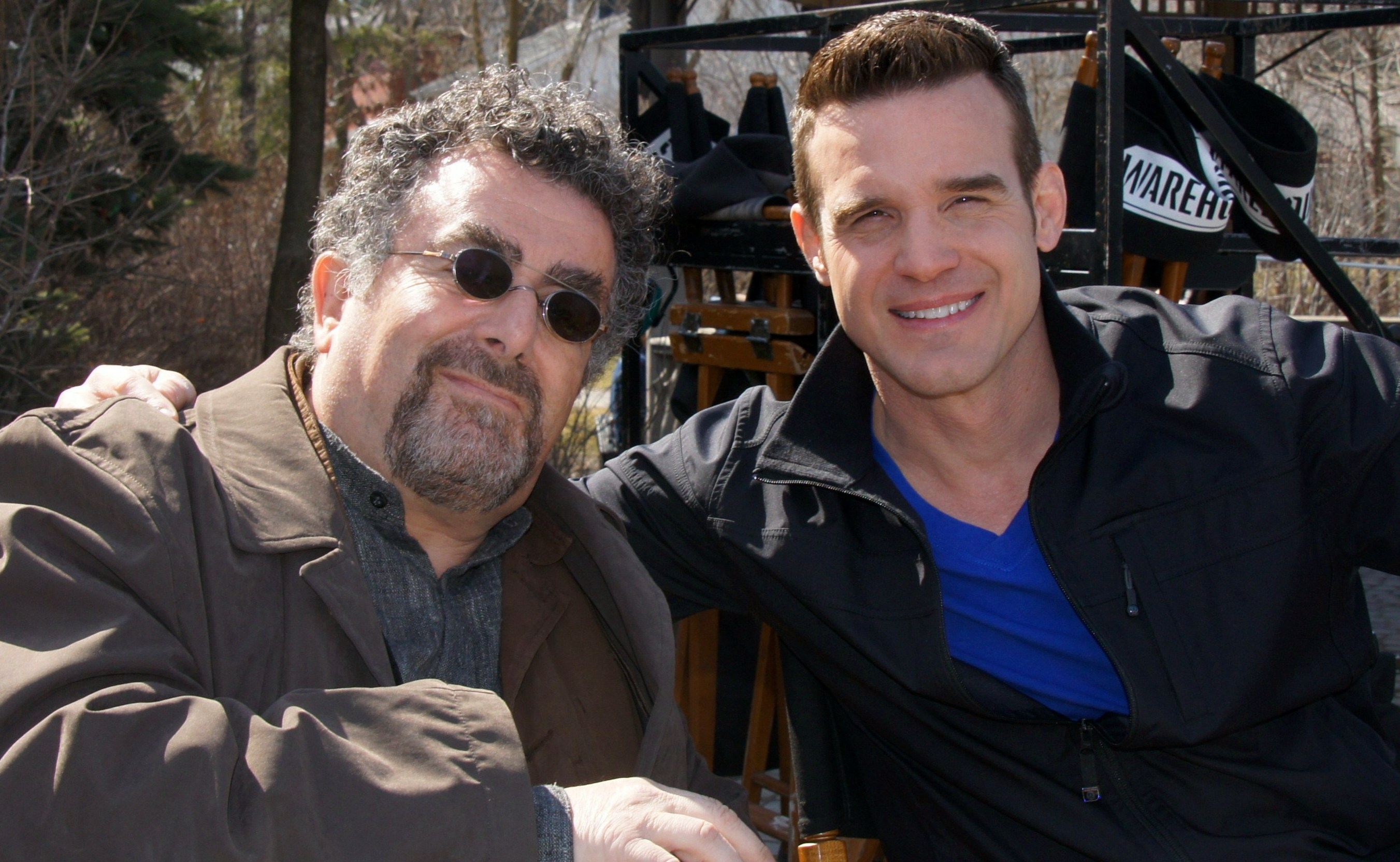
Сол Рубинек и Эдди Макклинток на съёмочной площадке в Онтарио

- Артур «Арти» Нильсен (Сол Рубинек) — кладовщик ангара 13, специальный агент и непосредственный начальник агентов Хранилища. Родился 2 июля 1948 года, вырос в Филадельфии. Обладает незаурядным интеллектом, довольно груб и необщителен. Влюблён в доктора Ванессу Калдер. Любит готовить печенье. Страдает гемофобией. В юности был музыкантом и хорошо играл на фортепиано. До перевода в Хранилище 13 работал шифровальщиком в АНБ. Позже раскрывается, что в 1970-х Арти — тогда Артур Вайсфельд — передавал найденные им артефакты в СССР в обмен на свободу своих родственников. Позднее сдался властям США и был завербован миссис Фредерик.
- Лина (Дженелл Уильямс) — владелица гостиницы, в которой живут Латтимер и Беринг. Она обладает способностью видеть ауры людей. Близкая подруга и помощница Арти и, в некотором роде, его психоаналитик. В конце первого сезона раскрывается, что она — «спящий агент», работающий на МакФерсона. Именно Лина выкрадывала артефакты из Хранилища 13 для него, будучи под влиянием артефакта — Жемчужины мудрости. В четвёртом сезоне убита Арти, который находится под влиянием артефакта.
- Дэниел Дикинсон (Саймон Рейнолдс) — бывший начальник Латтимера и Беринг в Секретной службе. Ему была не по душе потеря таких ценных агентов и он пытался проникнуть в тайну Хранилища. Убит в девятой серии второго сезона.
- Клаудия Донован (Эллисон Скальотти) — молодая гениальная девушка, чей брат — Джошуа Донован — считался мёртвым более 12 лет. Некоторое время провела в психиатрической больнице. Она похитила Арти, чтобы тот помог ей вернуть брата. Впоследствии Арти решает позволить ей остаться в Хранилище 13. Специалист по компьютерным технологиям и усовершенствованию технических устройств. Постоянно нарушает правила Арти. Потенциальный преемник миссис Фредерик — «Миссис Эф». В конце четвёртого сезона чувствует свою связь с хранилищем и вступает в бой с Парацельсом.
- Стивен Джинкс (Аарон Эшмор) — агент Бюро по контролю за табаком, алкоголем и оружием, случайно ставший свидетелем обезвреживания агентами Хранилища опасного артефакта. Буддист. Хорошо умеет распознавать ложь. Это качество заметила миссис Фредерик и пригласила Джинкса на работу в Хранилище 13. По словам Пита, абсолютно не имеет чувства юмора. Во второй серии третьего сезона признаётся в том, что он гей. В десятой серии третьего сезона был завербован агентом Уолтера Сайкса — Маркусом Даймондом. Убит Сайксом в третьем сезоне, но воскрешён Клаудией в четвёртом сезоне с помощью метронома Мельцеля.

### Второстепенные персонажи
| Си Си Эйч Паундер | миссис Айрин Фредерик  | 6  | 5  | 6  | 9  | 4 | 30 |
| Роджер Рис        | Джеймс МакФерсон       | 3  | 2  | 3  | 1  |   | 9  |
| Марк Шеппард      | Бенедикт Валда         | 1  | 3  |    | 1  | 2 | 7  |
| Джейми Мюррей     | Хелена (Герберт) Уэллс |    | 6  | 4  | 4  | 1 | 15 |
| Паула Гарсес      | Келли Эрнандес         |    | 5  |    |    | 1 | 6  |
| Нолан Фанк        | Тодд                   |    | 4  |    |    |   | 4  |
| Фаран Таир        | Эдвин Касан            |    | 2  | 3  | 6  |   | 11 |
| Кейт Малгрю       | Джейн Латтимер         |    |    | 4  | 2  |   | 6  |
| Энтони Майкл Холл | Уолтер Сайкс           |    |    | 6  | 1  |   | 7  |
| Эшли Уильямс      | Салли Стуковски        |    |    | 4  |    |   | 4  |
| Саша Ройз         | Маркус Даймонд         |    |    | 7  | 1  |   | 8  |
| Джеффри Р. Смит   | мистер Килер           |    |    | 1  | 3  | 2 | 6  |
| Брент Спайнер     | брат Эдриан            |    |    |    | 6  |   | 6  |
| Полли Уокер       | Шарлотта Дюпре         |    |    |    | 4  |   | 4  |
| Джеймс Марстерс   | Беннетт Саттон         |    |    |    | 3  |   | 3  |
| Джош Блэйлок      | Ник Пауэлл             |    |    |    | 4  |   | 4  |
| Энтони Хэд        | Парацельс              |    |    |    | 3  | 1 | 4  |
| Келли Ху          | Эбигейл Чу             |    |    |    | 5  | 1 | 6  |
| Крайсси Уайтхед   | Клэр Донован           |    |    |    |    | 3 | 3  |
| Всего эпизодов    | Всего эпизодов         | 12 | 13 | 13 | 20 | 6 | 64 |

### Гостевые роли
| Тайлер Хайнс   | Джошуа Донован | 2  | 2  |    | 1  |   | 5  |
| Линдси Вагнер  | Ванесса Калдер |    | 2  | 1  | 2  | 1 | 6  |
| Рене Обержонуа | Хьюго Миллер   |    | 1  | 1  | 1  | 1 | 4  |
| Всего эпизодов | Всего эпизодов | 12 | 13 | 13 | 20 | 6 | 64 |

## Список серий
| Сезон | Сезон | Эпизоды | Оригинальная дата показа | Оригинальная дата показа |
| Сезон | Сезон | Эпизоды | Премьера сезона          | Финал сезона             |
| ----- | ----- | ------- | ------------------------ | ------------------------ |
|       | 1     | 12      | 7 июля 2009              | 22 сентября 2009         |
|       | 2     | 13      | 6 июля 2010              | 7 декабря 2010           |
|       | 3     | 13      | 11 июля 2011             | 6 декабря 2011           |
|       | 4     | 20      | 23 июля 2012             | 8 июля 2013              |
|       | 5     | 6       | 14 апреля 2014           | 20 мая 2014              |

## Хранилища, артефакты и устройства
В первой серии первого сезона Арти говорит Питу и Мике, что первое хранилище было построено в 1898 году: «Первое хранилище было построено в 98-м, в 1898-м. Тогда мы не знали как правильно хранить такие вещи и хранилище сгорело. Пришлось немного перестроить, уйти в глубь. Шли годы и артефактов становилось все больше и больше, и больше, и больше…». А хранилище 13 является вторым подобным хранилищем. 13 — в данном случае мистическое число, символ хранимых предметов. До конца сезона эта тема больше не затрагивалась. Хотя косвенно в первом сезоне говорилось о том, что подобных хранилищ больше не было. Во втором сезоне концепция изменилась и была создана концепция хранилищ с номерами.
Согласно этой концепции хранилища (в другом переводе — склады или ангары) располагаются в самом могущественном государстве своего времени. Всего было создано тринадцать Хранилищ. В связи с рисками, возникающими при хранении артефактов, случаются кризисные ситуации, из-за чего хранилище может быть перестроено, но при этом он сохраняет свой номер и страну пребывания (Хранилище 13 переделывали несколько раз).
У каждого хранилища есть свой смотритель, имеющий с ним особую связь. И свои регенты. Считается, что лишь обычным ремесленникам и труженикам, а не «политикам, Папам Римским», можно доверить управление хранилищем. Регенты ведут двойной, скрытный образ жизни, для обсуждения дел предпочитают собираться в непринуждённой обстановке.
- Хранилище 1 — находилось в Македонии. Построено предположительно в 336 г. до н. э. по приказу Александра Великого. Именно ему пришла в голову идея организовать отдельное помещение для хранения сокровищ и артефактов, собранных его армиями по всему континенту. После смерти Александра в 323 г. до н. э. хранилище было перенесёно в другое место.
- Хранилище 2 — находилось неподалёку от египетской Александрии. Было законсервировано египтянами в 31 г. до н. э. для защиты от римлян.
- Хранилище 3 — находилось в Риме до 434 года, когда Аттила стал вождём гуннов.
- Хранилище 4 — находилось во владениях гуннов до 453 года.
- Хранилище 5 — находилось в Византии до 813 года.
- Хранилище 6 — находилось в Ангкоре Кхмерской империи до 1219 года.
- Хранилище 7 — находилось на территории Монгольской империи с 1219-го до 1260 года, вероятнее всего неподалёку от Гонконга. Построено по велению Чингисхана.
- Хранилище 8 — находилось на территории современной Германии под покровительством Священной Римской империи до 1517 года.
- Хранилище 9 — находилось с 1517 по 1566 год в Османской империи вплоть до смерти Сулеймана Великолепного.
- Хранилище 10 — находилось на территории Индии в Империи Великих Моголов до 1725 года.
- Хранилище 11 — находилось с 1725 по 1830 год на территории Российской Империи в Москве. В 1812 году Наполеон совершил попытку захватить хранилище.
- Хранилище 12 — находилось в Великобритании до начала Первой мировой войны, неподалёку от Лондона. В нём работала агент Уэллс до того, как была забронзована по собственной воле.
- Хранилище 13 — находится с 1914 года в Южной Дакоте (США) в секторе К39-3Z. Основными конструкторами хранилища были Томас Эдисон, Никола Тесла и Мауриц Эшер. Как упоминает Арти, первое американское хранилище сгорело, так как они не знали, как хранить «эти предметы».
- Хранилище 14 — начал формироваться в Китае под национальным стадионом Пекина, его создал Бенедикт Валда из альтернативной реальности, которую создал Парацельс, но был остановлен агентами Хранилища 13, благодаря чему и канул в Лету, а Хранилище 13 осталось последним на момент окончания сериала (хотя в последней серии финального сезона было сказано «хранилище опять собирается переехать»).
- Регентский Схрон — личное хранилище регентов. В нём хранятся артефакты, которые, по мнению регентов, нельзя хранить в Хранилище 13. В нём, например, хранится Монета Януса и Переносчик сознания (использовался регентами для проецирования голографической модели Уэллс и переноса в неё сознания настоящей Хелены). Находится в местечке под названием Элк Ридж (Elk Radge), Южная Дакота, в супермаркете «Walmart»

Многие из предметов и технологий, показанных в сериале «Хранилище 13», уже появлялись в других произведениях жанра стимпанк, например, в трилогии «Тёмные начала» и мультфильмах Миядзаки.

## Параллели с другими медиа
- Хранилище 13 является аналогом правительственного хранилища, показанного в конце фильма «Индиана Джонс: В поисках утраченного ковчега» и в начале фильма «Индиана Джонс и Королевство хрустального черепа» — на нём спрятаны ковчег завета и хрустальный череп (на внутренней стороне дверей можно заметить цифры 5 и 1, что является также отсылкой к Зоне 51).
- Идея обычных предметов с необычными свойствами была также использована в сериале «Потерянная комната».
- В сериале «Пятница, 13-е» использована тема коллекционера, пытающегося собрать и нейтрализовать роковые предметы.
- Сериал имеет много переплетений с «Эврикой». Их вселенные пересекаются. Так в пятой серии второго сезона в Хранилище 13 приезжает Даглас Фарго, чтобы произвести обновление компьютерной системы. В 5-й серии четвёртого сезона сериала «Эврика» уже Клаудия приезжает в Эврику для того, чтобы забрать новое Желе. (При этом Фарго интересуется: «Как там компьютеры после апгрейда?».) А в 6-й серии третьего сезона опять появляется Даглас Фарго (он является разработчиком компьютерной игры, в которой застревает и он сам, и агенты хранилища). Кроме того в «Хранилище 13» несколько эпизодических ролей сыграли актёры, исполняющие главные роли в «Эврике», и наоборот. Джо Мортон, появляющийся в 9-й серии первого сезона, играет Генри Дикона в «Эврике». Найалл Мэйттер и Эрика Серра (Зейн Донован и Джо Лупо) в 8-й серии первого сезона играют влюблённую парочку аферистов, в «Эврике» у их персонажей также романтические отношения. Сол Рубинек, играющий Арти Нильсена, также снимался в 5-й серии первого сезона «Эврики» в роли доктора Карла Карлсона.
- В сериале «Люди Альфа», в начале 5-й серии первого сезона главные герои разговаривают с женщиной, которая представляется как «Я доктор Калдер из ЦКЗ», она держит в руках фиолетовые перчатки и роль этой женщины исполняет Линдси Вагнер.
- В 10-й серии второго сезона часть машины времени очень напоминает Потоковый накопитель (конденсатор потока) из вселенной фильма «Назад в будущее».
- В 11-й серии второго сезона Уэллс одевается в наряд, который по её мнению носят все современные модные британские женщины-археологи (то есть Лара Крофт).
- В трилогии «Библиотекарь» развивается похожая тематика. В сериале «Библиотекари» (4 сезона) тематика хранения артефактов продолжена.
- В 15-й серии четвёртого сезона Уэллс работает судмедэкспертом и говорит, что все важные черты характера для «новой жизни» взяла из телешоу. При этом Латтимер заявляет: «Надеюсь, что не из Декстера». Джейми Мюррей, игравшая Уэллс, так же исполняла ключевую роль во втором сезоне «Декстера».
- Тема поиска и хранения сверхъестественных предметов, существ и явлений широко применяется в интернет-вселенной «SCP Foundation».
- В фильме «Клик: с пультом по жизни» на 16-й минуте продавец ведёт главного героя по складу, очень напоминающему хранилище.